# Sächsischer Landespreis für Heimatforschung
Der Sächsische Landespreis für Heimatforschung wird seit 2008 jährlich vom Sächsischen Staatsministerium für Kultus an ehrenamtlich tätige Heimatforscher vergeben. Seit 2019 erfolgt die Organisation des Wettbewerbs im Rahmen einer Kooperationsvereinbarung mit dem Ministerium durch den Landesverein Sächsischer Heimatschutz.

## Kriterien
Zur Verleihung vorgeschlagene Arbeiten können von einem oder auch mehreren Autoren verfasst sein und gedruckt oder in multimedialer Form eingereicht werden. Sie sollen sich mit heimatkundlichen Themen befassen. Dazu zählen:
- Orts-, Regional- und Landesgeschichte
- Industrie- und Technikgeschichte
- Natur- und Umweltschutz
- Deutsche und Sorben
- Heimatvertriebene
- Integration von Zuwanderern
- Kunstgeschichte und Volkskunst
- Mundart- und Namenkunde
- Feste und Bräuche

## Auswahl der Preisträger
Die Auswahl der Preisträger wird von einer Jury vorgenommen, die aus Vertretern der folgenden Institutionen besteht:
- Institut für Sächsische Geschichte und Volkskunde (ISGV)
- Landesverein Sächsischer Heimatschutz
- Sächsische Landesbibliothek – Staats- und Universitätsbibliothek Dresden (SLUB)
- Sächsische Landeszentrale für politische Bildung
- Sächsisches Staatsministerium für Kultus

## Preise
Der erste Preis ist mit 3000 Euro, der zweite Preis mit 2000 Euro (bis 2011 1500 Euro) und der dritte Preis mit 1500 Euro (bis 2011 1000 Euro) dotiert. 2008 und 2009 wurde jeweils ein Jugendförderpreis (1000 Euro) verliehen. Die Gewinner der Schülerpreise erhalten jeweils 500 Euro. Ein erstmals 2013 verliehener Förderpreis war mit 1500 Euro Preisgeld verbunden. Zusätzlich werden Ehrenurkunden „für herausragende Leistungen und Verdienste auf dem Gebiet sächsischer Heimatforschung“ oder „besonders interessante Zugänge zu heimatforscherischen Fragestellungen“ vergeben.

## Preisträger

### 2008
- 1. Preis: Manfred Müller, Hohburg, „Hohburger Dorfbuch. Menschen, Geschichte und Natur einer sächsischen Siedlung“
- 2. Preis: Thomas Helm, Eibenstock, „E Hüttl när aus Holz gebaut – Blockbauweise im Auersberggebiet. Ein Beitrag zur Hausforschung im Westerzgebirge“
- 3. Preis: Hans-Werner Otto, Bischofswerda, „Die Farn- und Samenpflanzen der Oberlausitz. Verzeichnis der in der sächsischen und brandenburgischen Oberlausitz wildwachsenden Gefäßpflanzen sowie der forst- und landwirtschaftlichen Nutzpflanzen und der verwilderten Zierpflanzen“
- Jugendförderpreis: Niels Seidel, Berthelsdorf, „Die KZ-Außenlager Görlitz und Rennersdorf 1944/45. Ein Beitrag zur Aufarbeitung der Geschehnisse im Konzentrationslager Groß-Rosen.“
- Schülerpreise:
  - Anne Kozian, Julius-Mosen-Gymnasium Oelsnitz, „Beeindruckende Begegnungen. Julius Mosens Wirkungsstätten in Deutschland.“ (DVD)
  - Justus Rudert, Hans-Erlwein-Gymnasium Dresden, „Pimpfe erleben den Grenzwaldwinter. Suche, Interpretation und historische Einordnung eines an der Hans-Schemm-Schule Dresden-Gruna entstandenen NS-Amateurfilms.“
- Ehrenurkunden:
  - Carsten Claus, Chemnitz-Einsiedel
  - Horst Torke, Pirna
  - Wolfgang Mann, Chemnitz
  - Jacob Reif, Dresden
  - Eberhard Ulm, Leipzig

### 2009
- 1. Preis: Heinz Müller, Dresden, „Burgenwanderung durch Sachsen.“
- 2. Preis: Norbert Littig, Großröhrsdorf, „Erbaut 1928 CS. Erinnerung an die jüdische Familie Schönwald aus Großröhrsdorf.“
- 3. Preis: Pete Boenke, Freital, „J. S. Petzholdt – ein Freitaler Unternehmen, eine deutsche Industriegeschichte.“
- Jugendförderpreis: Cindy Geißler, Simselwitz, „Schülertheater in der DDR im Spannungsfeld von politischer Reglementierung und künstlerischer Freiheit.“
- Schülerpreise:
  - Toni Mesic, Weißeritzgymnasium Freital, „Hainsberg im II. Weltkrieg.“
  - Klasse 4a der Schiller-Grundschule Rodewisch (Klassenlehrerin: Antje Strobel), „Zehn berühmte Sachsen.“
  - Magda Nietz, Goethe-Gymnasium Chemnitz, „Die Krenkel-Stiftung – Die Einmaligkeit der Entstehung und ihr heutiger Wert für Chemnitz“
- Ehrenurkunden:
  - Ralph Gundram, Waldheim, „Döbeln und die Hussiten“
  - Claus-Dieter Härtel, Harthau (Chemnitz), „Rettung und Sanierung des Gedenksteines H. J. Bernhard von 1807 aus dem Fluss der Würschnitz“
  - Hans von Polenz, Bautzen, „Das Lokomotiv-Maschinenhaus in Löbau und der südlausitzer Eisenbahnbetrieb“
  - Ursula Kolb, Hainichen, „Der rastlose Geist – Friedrich Gottlob Keller (1816–1895)“
  - Werner Schubert, Weißwasser, „Die jüdische Minderheit in Weißwasser“

### 2010
- 1. Preis: Rolf Weber, Plauen, „Bäume im Vogtland. Wechselbeziehungen zwischen Natur und Mensch.“
- 2. Preis: Frank Teller, Johanngeorgenstadt, „Umbruch, Aufbruch, Abbruch. Johanngeorgenstadt 1945–1961.“
- 3. Preis: Hans Klecker, Zittau, „Oberlausitzer Wörterbuch.“
- Schülerpreise:
  - Janine Albinus, Freital, „Zur Entwicklung der Volksgesundheitserziehung in Dresden vor dem Hintergrund der Lebensreformbewegung, dargestellt am Beispiel der Bemühungen Heinrich Lahmanns (1860–1905) und Karl August Lingners (1861–1916).“
  - Sechs Schüler der 10. und 12. Klassen des Gymnasiums St. Augustin zu Grimma, „Geschichte taucht auf – Zeitzeugen berichten über die Friedliche Revolution in Grimma.“ (DVD)
  - 22 Schüler der Klassen 1 bis 4 der Grundschule Süd Radeberg (Projektlehrerin: Frau Hanitzsch), „Auf den Spuren von Pandietrich und der weißen Frau.“
  - Mathias Honer, Leipzig, „Politische und ideologische Durchdringung zwischen Anspruch und Wirklichkeit im Bildungssystem der DDR am Beispiel der Erweiterten Oberschule.“
- Ehrenurkunden:
  - Ralph Nünthel, Leipzig, „UT Connewitz & Co., Kinogeschichte(n) aus Leipzig-Süd“
  - Tino Fröde, Olbersdorf, „Häuserchronik der Stadt Zittau innerhalb des Grünen Ringes für den Zeitraum bis 1900“
  - Michael Düsing, Freiberg, „Das Freiberger Kaufhaus Schocken – eine Spurensuche“
  - Knut Neumann, Freiberg, „Uniformen der Berg- und Hüttenleute im sächsischen Montanwesen – Nach dem Freiberger Fuß aus dem Jahr 1768“
  - Rolf Kirchner, Limbach-Oberfrohna, „Kaufungen und der Sächsische Prinzenraub“
  - Rolf Nebel, Döbeln, „Notgeld – Geldnot, Döbeln 1914–1923, eine Dokumentation“

### 2011
- 1. Preis: Claus Leichsenring, Leukersdorf, „Weihnachtspyramiden des Erzgebirges.“
- 2. Preis: Jens Hummel, Glauchau, „Schwere Jahre – Glauchau 1928–1948.“
- 3. Preis: Autorenkollektiv des Vereins Sächsischer Ornithologen e. V. „Lebensbilder sächsischer Ornithologen.“
- Schülerpreise:
  - Sebastian Höhme, Döbeln, „Zum Beispiel die Glasbergs… Das Schicksal jüdischer Familien Glasberg und Gutherz während der Zeit der Weimarer Republik, des Nationalsozialismus und in der Nachkriegszeit.“
  - Nadine Schrempel, Grimma, „Bausoldaten in der DDR – Ein Gesetz befolgen und dafür lebenslang bestraft werden?“
  - Schüler der Sorbischen Oberschule Ralbitz, „Erforschung und Dokumentation regionaler Besonderheiten der Heimatgemeinde.“
  - sächsische und polnische Schüler aus Riesa und Glogau/Głogów, „Flucht und Vertreibung – persönliche Erinnerungen an das Ende des Zweiten Weltkriegs.“
- Ehrenurkunden:
  - Steffen Glaser, Sörnewitz, „Die Geschiebefossilien im Kiesvorkommen bei Luppa“
  - Jürgen Herzog, Torgau, „Das Haus 'Am Beckerwall'“
  - Gottfried Kohlhase, Torgau, „Die Bennewitzer Teichlandschaft im Wandel der Jahreszeiten“
  - Thomas Wacker, Rosemarie Haberland, Siegmund Böhme, Belgershain, „Familienbuch Königstein 1625 bis 1747“

### 2012
- 1. Preis: Steffen Eckert, Leipzig, „Stempelgesetze und Gebühren in Sachsen von 1682 bis 1952. Handbuch und Katalog zu Sächsischen Fiskalphilatelie.“
- 2. Preis: Wolfgang Koschke, Weißwasser, „Keulahütte. Eisenhammer – Hüttenwerk – Gießerei.“
- 3. Preis: Bernd Lahl, Chemnitz, „Die Bergkirche St. Marien in Annaberg-Buchholz. Geschichte – Bergpredigten – Bergmännische Bräuche.“
- Schülerpreise:
  - Linda Marx, Chemnitz, „Untersuchungen zur Trauermückenfauna des Zeisigwaldes im Stadtgebiet Chemnitz.“
  - Lukas Winkel, Bad Elster, „Ein Haus voller Glorie schauet – Von den Anfängen katholischer Gottesdienste in Bad Elster bis zur Weihe der St. Elisabeth-Kirche.“
  - Schülerinnen und Schüler der Klasse 3b der Schiller-Grundschule Rodewisch, „Die vergessenen Mühlen von Rodewisch.“
- Ehrenurkunden:
  - Manfred Ruttowski, Dresden, „Von alten Wegen, Zeichen und Karten“
  - Friedrich H. Hofmann, Schwarzenberg/Erzgeb., „Schwarzenberg im Erzgebirge. Die Stadt und ihr Postwesen im 20. Jahrhundert“
  - Gerhard Kayser, Dresden, „Die Dresdner Kunstverlage Täubert, Müller und Meysel“

### 2013
- 1. Preis: Autorenkollektiv der Entomofaunistischen Gesellschaft Sachsen, „Die Schmetterlingsfauna der Oberlausitz. Beiträge zur Insektenfauna Sachsens.“
- 2. Preis: Hartmut Finger, Dahlen, „Das ‚Gemayne Buch‘ von Schmannewitz. Ein Dorf in Sachsen erlebt den Siebenjährigen Krieg.“
- 3. Preis: Wolfram Wagner, Radebeul, und Peter Wunderwald, Nossen, „Das große Buch der Lößnitzgrundbahn Radebeul Ost – Radeburg.“
- Förderpreis: Jonny Hielscher, Breitenbrunn, „Allerheiligenkirche Raschau. 800 Jahre Kirchengeschichte.“
- Schülerpreise:
  - Carl Schüppel, Großpösna, „Leben im Schatten des Tagebaus. Die sozialen und ökologischen Auswirkungen des Braunkohletagebaus Espenhain auf die Ortslage Magdeborn im Kontext der Energiepolitik der DDR.“
  - Johannes Ferl, Eilenburg, und Rüdiger Kleine, Belgershain, „Das Schicksal des jüdischen Arztes Rudolf Laaser. Nachbarschaft im Dritten Reich und in der DDR.“
  - Schülerinnen und Schüler der Klassen 3 und 4 der Talsperrenschule Thoßfell, „Das versunkene Dorf Pöhl.“
- Ehrenurkunden:
  - Katrin Körner, Chemnitz, „Die kursächsischen Postmeilensäulen in Wort und Bild“
  - Heidi Tauber, Hilmersdorf, „Die verschwundene Kirche ‚Unserer lieben Frauen auf dem Sand‘ im heutigen Warmbad bei Wolkenstein“
  - Fritz Garling, Wilsdruff, „Vom Wasser. Beiträge zur Heimatgeschichte von Wilsdruff“
  - Werner Pöllmann, Markneukirchen, „Verstreut unter allen Völkern. Rekonstruktion der Lebenswege der Familie Brandt und anderer Juden im vogtländisch-egerländischen Grenzgebiet zwischen 1790 und 1950“
  - Stefan und Sven Kolditz, Gelenau/Erzgeb., „Portohandbuch Sachsen“
  - Christian Preiß, Pirna, „Sandstein, Staublehm und Granit. Die Landschaft zwischen Borsberg und Stolpen“

### 2014
- 1. Preis: Michael Düsing, Freiberg, „‘Mein Weg, Herr Oberbürgermeister, ist schon bestimmt‘. Judenverfolgung in Freiberg 1933–1945.“
- 2. Preis: Isolde Sternitzky, Plauen, „Tracht und Kleidung im Vogtland – Aus Truhen und alten Schriften vorwiegend des 19. Jahrhunderts.“
- 3. Preis: Ursula Michalke, Nürnberg, „Miniaturen aus dem Erzgebirge. Emil Helbigs Flachschnitzerei und ihre Tradition.“
- Schülerpreise:
  - Elisabeth Boudriot, Meißen, „Untersuchung der Beteiligung sächsischer Ärzte am ‚Euthanasie‘-Programm im Zeitraum 1939–1941“.
  - Robin Misterek, Pirna, „Vergleichende Analyse der Turmfalkenpopulation in Dresden, Pirna und der Sächsischen Schweiz unter den Gesichtspunkten von Verhalten, Brut und Bestandsentwicklung.“
  - Schüler der Oberschule „Pabst von Ohain“, Freiberg, „Kinderorgelführer – Von Kindern für Kinder ab 6 Jahren“.
  - Lehrkräfte der Karl-Theodor-Golle-Schule – Förderschule für geistig Behinderte, Syrau, „Meine Heimat – Das Vogtland“.
  - Sarah Schrempel, Mona Schenk, Anne-Kristin Stoye und Magdalena Roder vom Gymnasium St. Augustin, Grimma, „Nachgeschmack von Speck und Pörkölt. Das Paneuropäische Picknick – der Durchbruch in die Freiheit (19. August 1989)“.
- Ehrenurkunden:
  - Sigrid Bóth, Langebrück, „Langebrück im Lauf der Zeit. Bewohner, Geschichte und Geschichten“
  - Matthias Haase, Wolkenstein, „Rekonstruktion eines Pestbildes von 1586 aus der Wehrkirche zu Großrückerswalde“
  - Enrico Pigorsch, Dresden, „Beiträge zur Geschichte der Sächsischen Schallplattenindustrie“
  - Karsten Richter, Chemnitz, „425 Jahre Langenberg? Über die Anfänge einer Bergarbeitersiedlung im Erzgebirge“
  - Klaus Stein, Dresden, „Fähren der Oberelbe in Sachsen und Böhmen“
  - Verein für Orts- und Heimatgeschichte Adorf/Erzgebirge e. V., „Flurnamen. Von Adorf/Erzgebirge und seiner Umgebung“

### 2015
- 1. Preis: Bernd Sparmann, Schneeberg, und Fritz Jürgen Obst, Radebeul, „Bergmannsleuchter – Sächsisches Zinn in besonderer Form.“
- 2. Preis: Norbert Peschke, Zwickau, „130 Jahre Grubenlampen- und Akkumulatorenfertigung in Zwickau. Geschichte der Firma Friemann & Wolf und ihrer Nachfolger“
- 3. Preis: Mario Lettau, Wilsdruff, „Geschichte der Stadt Wilsdruff. Band II. Von der Mitte des 19. Jahrhunderts bis Anfang der 1950er Jahre“
- Jugendförderpreis: Martin Kühn, Oschatz, „Die Privilegierte Scheibenschützengesellschaft zu Oschatz“ und „Der Sächsische Schützenbund.“
- Schülerpreise:
  - Margret Schulz, Schneeberg, „‘Das Vergessen der Vernichtung ist Teil der Vernichtung selbst.‘ Die Krankenmorde im Nationalsozialismus am Beispiel der sächsischen Tötungsanstalt Pirna-Sonnenstein“.
  - Carlo Hohnstedter, Borna, „Mit dem Smartphone Geschichte begreifen statt pauken – Das Konzept des Geocachings in der historischen Bildung“
  - Schüler der Bruno-Bürgel-Oberschule Weißwasser, „Vom Glück mit dem Pech – Ausgrabung eines mittelalterlichen Pechproduktionsplatzes“
  - Schülerinnen und Schüler des J.-Motteler-Gymnasiums Crimmitschau, „Zeitzeugen berichten über ihr Arbeiten und Leben in der DDR“ und „Lehrpfad – Auf den Spuren der Textilindustrie“
  - Schüler der AG Geschichte II am Diesterweg-Gymnasium Plauen, „Plauen 1989 – Wegbereiter der Wende“
- Ehrenurkunden:
  - Konrad Geithner, Lichtenstein, „Wasser und Energie – Das Rödlitztal und seine Mühlen“
  - Uwe Bauer, Leipzig, „Güter in der Bergstadt Eibenstock. Ein Beitrag zur Stadtgeschichte von Eibenstock“
  - Wolfgang Viebahn, Friedrich Machold u. a., Reichenbach, „Von der Mühle zur Fabrik. Die Nutzung der Wasserkraft im Flussgebiet der Göltzsch und in der Region um Reichenbach“
  - Manfred Schollmeyer, Oschatz, „Die Anatomie des Holunders und seine medizinische Anwendung, aufgeschrieben von dem sächsischen Arzt Dr. Martin Blochwitz (1602–1629)“
  - Aini Teufel, Dresden, „Eine Gräfin auf Pilgerschaft. Erdmuth Dorothea von Zinzendorf in ihren Reisetagebüchern“

### 2016
- 1. Preis: Uwe Schneider, Zwönitz, „Chronik der Stadt Zwönitz 960–1945“
- 2. Preis: Wilfried August, Bad Lausick, und Jens Müller, Brandis, „Die Vogelwelt der Muldetalregion um Grimma und Wurzen“
- 3. Preis: Claus Uhlrich, Leipzig, „Die Toten mahnen. Kriegerdenkmale in und um Leipzig“
- Jugendförderpreis: Arbeitsgruppe Geschichte des „Treibhaus Döbeln e. V.“, Döbeln, „Döbeln im Nationalsozialismus“ (Applikation für Smartphones und Tablets)
- Schülerpreise:
  - Schülerinnen und Schüler der Klassenstufe 4 der Talsperrenschule, Thoßfell, „Die Geschichte der Kirche Altensalz“
  - Jannek Liebscher, Bautzen, „Geschichte des Gerichtsstandortes Bautzen“
  - Schülerinnen und Schüler der Klassenstufe 12 des Käthe Kollwitz-Gymnasiums, Zwickau, „TABTOUR – Stationen der Friedlichen Revolution 1989 in Zwickau“
- Ehrenurkunden:
  - Matthias Haase und Horst Gerlach, Wolkenstein, Video „Darstellung der Hauptbauphasen der Bartholomäuskirche in Wolkenstein“
  - Jürgen Reuter, Chemnitz, „Holzbaukästen aus Blumenau seit 1860“
  - Bernd Kühnel, Dresden, „Dresden-Gorbitz. Leben in der Landschaft“

### 2017
- 1. Preis: Jürgen Herzog, Torgau, „Vorreformatorische Kirche und Reformation in Torgau“
- 2. Preis: Christof Schuster, Matthias Karthe und Thomas Petzold, Königsbrück, „Tarnname KOLYBEL. Sowjetische Atomraketen in der Oberlausitz“
- 3. Preis: Thomas Sobczyk, Hoyerswerda, und Andreas Bültemeier, Strahwalde, „Denkmale in den Oberlausitzer Wäldern“
- Schülerpreise:
  - Schülergruppe am Martinshof Rothenburg, „Spuren vergangener Zeiten – Tormersdorf an der Neiße“
  - Anja Höfer, Gymnasium St. Augustin Grimma, „Zwischen Freiheit und Zwang: Traditionell-religiöse Werte an der Grimmaer Landesschule“
  - Schülerinnen und Schüler des Gymnasiums Geithain, „Lebensbornheim Sonnenwiese in Kohren-Salis“
  - Schülerinnen und Schüler der Klasse W1 der Kurfürst-Johann-Georg-Schule Johanngeorgenstadt, „Die Entwicklung der Schule für geistig Behinderte in Johanngeorgenstadt“
- Ehrenurkunden:
  - Joachim Gawor, Königswartha, „Von der Witka bis zur Weißen Elster. Fünfhundert Kilometer Grenzsteinsuche entlang der sächsisch-preußischen Grenze von 1815.“
  - Reinhard Müller und der Bürgerverein Waldstraßenviertel e. V., Leipzig, „Private Zeiten im Wandel“[2]
  - u. a.

### 2018
- 1. Preis: Joachim Schindler, Dresden, „Chronik zur Geschichte vom Wandern und Bergsteigen in der Sächsischen Schweiz 1933 bis 1945“[3]
- 2. Preis: Joachim Krause, Schönberg, „Im Glauben an Gott und Hitler. Die ‚Deutschen Christen‘ aus dem Wieratal und ihr Siegeszug ins Reich von 1928 bis 1945“
- 3. Preis: Günter Sonne, Markkleeberg, „Musikstadt Leipzig. Zur Geschichte Leipziger Vokal-Quartette“
- Jugendförderpreise:
  - Leon Babucke, Radebeul, DVD „Naturschutzgroßprojekt Lausitzer Seenland“
  - Martha Hansetz, Ella Hauke, Finn Margraf, Leonora Schuster (unter der Leitung von Ina Züchner), Hoyerswerda, DVD „Disco, Dada, DDR“
- Schülerpreise:
  - Schülerinnen und Schüler des BSZ ETW Annaberg-Buchholz (mit ihrem Lehrer Tom Matthes), DVD „Neudeutsch“
  - John Tränkner, Frankenberg, „Der Einfluss der Reformation auf das Benediktinerkloster Chemnitz und seine Nutzung in der Folgezeit“
  - Schülerinnen und Schüler der Grundschule Mylau (mit ihrer Lehrerin Sandy Trinkies), „Kinder stellen ihre Heimat vor“
  - Sonderpreis: Kinder der Kindertagesstätte „Spatzennest“ Stangengrün (mit ihren Betreuerinnen Dorit Rudolph und Cornelia Niederwerfel), „Eine Wanderkarte von Kindern für Kinder und ihre Eltern“
- Ehrenurkunden:
  - Ehrhard Dietmar Lenz, Spitzkunnersdorf, „Ortschronik von Putzkau. Eine heimatkundliche Bestandsaufnahme“
  - Ralph-Klaus Winkler, Königsbrück, „Der Kriegsgefangenenfriedhof Königsbrück“ und „Das Kriegsgefangenenlager Königsbrück 1914–1919“
  - Dieter Pfähler, Christian Pfähler und Claus Hegewald, Dresden, „Zur Geschichte der Postbauten in Dresden am Postplatz (1830 bis 2014)“
  - Wolfgang Siegfried Gerhardt, Willi Max Kempe und Michael Johannes Walter, Schellerhau, „Chronik Schellerhau. Ein ehemaliges Waldarbeiterdorf im Osterzgebirge“

### 2019
- 1. Preis: Helmut Brückner, Annaberg-Buchholz, „Dorfgemeinschaft. Versuch der Rekonstruktion einer Gesamtbevölkerung von der Mitte des 16. Jahrhunderts bis zum Beginn der Industrialisierung Mitte des 19. Jahrhunderts am Beispiel der ‚merkwürdigen‘ Ortschaft Geyersdorf“'
- 2. Preis: Mathias Schildbach, Kreischa, „Mid Air Collision. Zwei Bomberabstürze im Süden Dresdens, ein ungesühntes Kriegsverbrechen und Sachsens spektakulärste Bergungsaktion“
- 3. Preis: Elvira Rathner[4] und Hartmut Hantscho, Schleife, „Gładźarnica: Die Schleifer Tracht (Slěpjańska burska drasta) – Teil 1: Dźěćetko“[5]
- Schülerpreise:

- Schülerpreis: Philipp Rädisch, Freital, „Die Industrialisierung des Plauenschen Grundes – Vom Tal der Romantik zum Zentrum geballter Industrie“
- Schülerpreis: Schüler des Gymnasiums St. Augustin in Grimma, „Zwischen Tradition und Aufbruch. Glaube im Alltag der DDR“ (Podcast)
- Schülerpreis: Schüler der 5. bis 9. Klasse der TRIAS-Oberschule in Elsterberg, „Komm mal, schau mal, denk mal – Krisen, Umbrüche und Aufbrüche der Schule in Elsterberg“
- Schüler-Sonderpreis: Schüler der 2. und 3. Klasse der 1. Grundschule in Großenhain „Mein Jahresbaum“ und „Heimatdetektive auf Spurensuche im Landkreis Meißen“

- Ehren-Urkunden

- Gottfried Kohlhase, Torgau, „Das kurfürstliche Fischgewässer Großer Teich Torgau. Seine Geschichte, Nutzung und Natur“
- Bernd Gross, Dresden, „Die Botschaft der Hungersteine. Eine kulturhistorische Zeitreise im Flussnetz der Elbe“
- Michael Hochmuth, Radebeul, „Chronik der Dresdner Oper: Erstaufführungen, Musiktheater (Band 5)“
- Ein Team unter der Leitung des Kameramanns Michael Teuchert, Chemnitz, „Christian Friedrich Uhlig (1774-1848)“ (Film)
- Peter Burkhardt, Lengenfeld OT Irfersgrün, „Wolframitbergbau in Pechtelsgrün (1935-1968)“

### 2020
- 1. Preis: Norbert Engst, Chemnitz, „Das Wohngebiet Fritz Heckert. Bauen in neuen Dimensionen“
- 2. Preis: Barbara Mazurek, Radebeul, „Lehrer erster Klasse, Lehrer zweiter Klasse?“
- 3. Preis: Helga Heinze und Holger Klein, Bad Muskau, „Muskauer Steinzeug. Handwerk und Industrie“ und Mike Haustein, Hartmannsdorf, „Das Sächsische Kobalt- und Blaufarbenwesen. Geschichte, Technologien und Denkmale von den Anfängen bis zur Gegenwart“
- Förderpreis: Karl-Uwe Baum, Radebeul, für seine Internetseite zur Geschichte des sächsischen Amateurtheaters[7]
- Schülerpreise:

- Schülerpreis: Jugendgruppe der Kulturfabrik Hoyerswerda e. V., „Sprachlos. Sorben im Nationalsozialismus“
- Schülerpreis: Maria Fleischer, Europäisches Gymnasium Waldenburg, „Langenchursdorf und die Stephansche Auswanderung“
- Schülerpreis: Schülergruppe der Wilhelm-Adolph-von-Trützschler-Oberschule in Falkenstein, „Wer ein Menschenleben rettet, der rettet die ganze Welt“

- Ehren-Urkunden

- Patrick Bochmann, Lichtenstein, „Das Leben und Werk des Hugo Colditz. Lichtensteins berühmter Stadthistoriker“
- Bernd Franke, Großröhrsdorf, „Großröhrsdorf und die Bandweberei. Eine Reminiszenz“
- Siegfried Rothe, Chemnitz in Zusammenarbeit mit einer Autorengemeinschaft des VDE Bezirksverein Chemnitz e. V., „Strom, Spannung, spannend. Geschichten zur Energieversorgung in Südwestsachsen“
- Andreas Schaaf, Leipzig, „…damit war die ganze Hexerei geschehen…Erinnerung an das kreative Leben des Pflanzenzüchters und Gartenkünstlers Max Löbner“
- Wolfgang Viebahn, Reichenbach, zusammen mit einer Autorengemeinschaft, „Das Kriegsende im nördlichen Vogtland. Die Schicksalstage von Januar bis Juni 1945“

### 2021
- 1. Preis: Sabine Rommel und Mathias Zahn, Schwäbisch Gmünd, (Hg.) „Max Schanz. Spielzeug gestalten im Erzgebirge“
- 2. Preis: Konrad Geithner, Lichtenstein, „Vom Miriquidi zur Kulturlandschaft – Wald und Jagd im Raum Lichtenstein“
- 3. Preis: Rainer Rippich, Pirna, „Baumeister Fürchtegott Kemnitzer. Eine Spurensuche in Pirna“
- 3. Preis: Gert Scykalka, Dresden, „Hochmannweg – Ein Dresdner Maler zog hinaus...“
- Förderpreis: Andreas Schwarze, Dresden, für seine Internetseite „Theaterarchiv Schwarze Dresden – Archiv des musikalischen Volkstheaters“ (Webpräsenz 2017–2021)
- Schülerpreise:

- Schülerpreis: Adrian Seiffert, Leipzig, „Flucht und Vertreibung. Ankunft und Integration in Leipzig-Rückmarsdorf“
- Schülerpreis: Peter Hertel, Leipzig, „Oryctes Nasicornis. Beobachtungen des Nashornkäfers in Leipzig-Baalsdorf“
- Schülerpreis: Teresa Luisa Lötschert, Leipzig, „Europas koloniales Erbe. Umgang mit Objekten kolonialer Provenienz in ethnologischen Sammlungen am Beispiel der Benin-Bronzen im Grassi-Museum für Völkerkunde zu Leipzig“
- Sonderpreis: Schülergruppe der Klasse W – 10 Schülerinnen und Schüler mit ihrer Lehrerin Gabriele Hennig, Brünlasbergschule Außenstelle »Kurfürst Johann Georg« Johanngeorgenstadt, Förderschule mit AP Geistige Entwicklung, Johanngeorgenstadt, „Heimatdichter August Max Schreyer. Sein Wirken und Schaffen und sein Lied vom Vuglbarbaäm“

- Ehren-Urkunden

- Frieder Bach, Chemnitz, „Fahrzeugspuren in Chemnitz“, 3 Bände
- Dietmar Enge, Großenhain, „Prinz Xaver und seine Herrschaft Zabeltitz“
- Arndt Haubold, Meuselwitz, „Die nationalsozialistische Zeit 1933 – 1945 in der Martin-Luther-Kirchgemeinde Markkleeberg-West“ (Vortragsmanuskript)
- Wolfgang Scheffel, Burgstädt, „Festschrift 130 Jahre Wettinhain 1889 – 2019. Parkanlage Wettinhain und Taurasteinturm – eine Burgstädter Erfolgsgeschichte“

### 2022
- 1. Preis: Steffen Scholtz, Gornsdorf, „Mythos Karl Stülpner. Ergebnisse historischer Forschung“
- 2. Preis: Andreas Hütter, Chemnitz, „Chemnitz-Gestern-heute.de. Das Projekt zur Chemnitzer Geschichte“ (Website)
- 2. Preis: Adam David, Dresden, „Wann-Wieviele-Wohin.de – Deportationen vom Güterbahnhof Dresden-Neustadt/Alter Leipziger Bahnhof 2022“ (Website)
- 3. Preis: Hans Manhardt und Stephan Fielitz, Eilenburg, „Eilenburger Hochwasserchronik. Die nassen Tage einer Stadt. Gegen das Vergessen“
- Schülerpreise:

- 1. Preis: Klassen 3a und 3b (2022) der Grundschule Nils Holgersson, Großlehna, „Markranstädt entdecken und erleben – Ein Stadtführer von Kindern für Kinder“
- 2. Preis: Carl Berger und Ferdinand Anton Heidecker, Grimma, „Mit eigenen solchen Booten die Mulde zu beleben und zu erobern, ist ein Ziel unserer Sehnsucht. Die Entwicklung des Schülerruderns am Gymnasium St. Augustin zu Grimma“
- 3. Preis: Klasse 3b (2022) der Grundschule Haselbachtal, „Memory zu den Ortsteilen vom Haselbachtal“

- Ehren-Urkunden

- Klaus Böhme, Berlin, „Räuchermännchen. Innovation aus dem Erzgebirge“
- Regina Wünsche, Ebersbach-Neugersdorf, „Juden in Löbau. Geachtet – diskriminiert – verfolgt – ermordet. Eine Dokumentation“
- Silvio John, Elsterwerda, „Die sächsische Hofgärtner-Dynastie Terscheck“
- Silke Kasten, Wurzen, „Zeitenwende im Wurzener Land“
- Martin Günther, Hartmannsdorf, „125 Jahre Neue Kirche Hartmannsdorf“
- Barbara Pfeiffer, Klingenthal, „Eine dunkle Zeit – Auswirkungen des Nationalsozialismus auf Gesellschaft und Kirche in Zwota, Klingenthal und Umgebung“

### 2023
- 1. Preis: Marlies Sonnemann, Berlin, „Aus Böhmen in die Welt. Vom Porzellanmaler zum Dresdner Fabrikanten. Auf den Spuren der Lebenserinnerungen des Heinrich Theodor Hochmann (1829–1903)“
- 2. Preis: Michael Teuchert, Chemnitz, „Johann Traugott Lohse – Der Architekt“
- 3. Preis: Marco Bretschneider, Zeithain, „Die Zeithainer Munitionsbetriebe des Artilleriedepots Riesa im Ersten Weltkrieg und das Zeugamt Zeithain 1919–1921“
- Schülerpreise:

- 1. Preis: Matti Gebhardt, Groitzsch, „Die Geschichte des Wohnens am Beispiel des Gebäudes Kirchplatz 11 „Alte Post“ in Pegau“
- 2. Preis: Klasse 4a des Bildungszentrums Püchau, Püchau, „Margarete – Denkmalpflege und lebendige Heimatgeschichte“
- 3. Preis: Lena Wiegand und Luisa Kotschergin, Plauen, „Elstergeflüster – Geschichten von Menschen und ihren Erlebnissen an der Weißen Elster“

Schülersonderpreise: 
- Caillou Bohr, Johannes Faber, Hannes Metzner und Vincent Ogiermann, Döbeln: „Die Färberhäuser in Döbeln im Rahmen Projekt »Spurensuche in der Region«“
- Klasse 9 a der Oberschule Ottendorf-Okrilla: „Leben im Feierabendheim Schloss Hermsdorf 1946–1999“

- Ehren-Urkunden

- Sven Gerstner-Nitschke, Pirna, „Jan Deremaux – Tagebuch eines Kriegsgefangenen“
- Hans-Joachim Gawor, Königswartha, „Auf der Suche nach historischen Steinen in der Oberlausitz“
- Friedrich Gentzsch, Leipzig, „Das Zisterzienser-Kloster Buch. Baubeschreibung und Geschichte in einem Überblick“

### 2024
- 1. Preis: Martin Päckert, Frank Klyne, Dresden/Taunusstein, „Lord Findlater und die Gärten seiner Zeit. Mehrdeutigkeiten eines Lebens und einer Kunst-form“
- 2. Preis: Moritz Grote, Wolfgang Heidrich, Wien/Bad Lausick, „Gefangen in Flößberg. Die Geschichte des Buchenwalder Außenlagers 1944 bis 1945“
- 3. Preis: Andreas Schwarze, Dresden, „Mythos Central-Theater. Eine Dresdner Kulturgeschichte“
- 3. Preis: Karl Uwe Baum, Roland Friedel, „Die letzte Nummer. Geschichten aus einem Landesverband. Erinnerungen von Karl Uwe Baum und Roland Friedel an den Landesverband Amateurtheater Sachsen e.V.“
- Schülerpreise:

- 1. Preis: Anna-Luise Schmidt, Kamenz, „Das prähistorische Gräberfeld am Skaskaer Berg“
- 2. Preis: Klassen 8 bis 10 der Wilhelm-Adolph-von-Trützschler-Oberschule Stadt Falkenstein, Falkenstein, „Story of Falkenstein. 2021 bis 2023“
- 3. Preis: Klasse 9 bis 11 des Gymnasiums Marienberg, Marienberg, „Johannes Rivius: Beschreibung Marienbergs. Neu übersetzt von Schülern des Gymnasiums Marienberg anlässlich des 500-jährigen Stadtjubiläums“

Schülersonderpreise: 
- Klasse Mittelstufe 3 der Evangelischen Grundschule „St. Martin“ Meerane, Meerane: „Stadtrallye Meerane“
- Brünlasbergschule Aue-Bad Schlema, Aue, „Schlägel, Eisen & großes Herz“

- Ehren-Urkunden

- Kersten Kühne, Olbersdorf, „Frauen Portraits, Biografische Skizzen aus der Oberlausitz, Teil III“
- Uwe Kaettniß, Lauter, „Tiere und Pflanzen in der Bergbaufolgelandschaft am Beispiel der ehemaligen Grube Stolln Pöhla (2018–2023)“
- Hans-Joachim Rühle, Obergurig, „Vom preußischen Untertan zum sächsischen General. Michael Lorentz von Pirch (1687–1761)“
- Wolfgang Schumann, Dresden, „Beitrag zur Geschichte der Ziering'schen Familienstiftung“
- Ramona Geißler, Lutz Bernhardt, Helga Bernhardt, Irma Manns, Frank Ringleb, Volker Thomas, Siegfried Wallat, Kerstin Röpke, Riesa, „Riesaer Geschichte(n) in der Sächsischen Zeitung 2011–2023“.
- Ingrid Grosse, Kurt Dietel, Manfred Herzog, Ulrike Horn, Neustadt/Sa., „Neustadt in Sachsen. Eine Stadt im Grünen“